# Bilheteria dos cinemas no Brasil em 2010
Lista com o valor da arrecadação em reais e o público dos principais filmes lançados nos cinemas de todo o Brasil no ano de 2010.

## Arrecadação nos fins de semana
| Data            | Filme                                                    | Arrecadação (R$) | Notas |
| --------------- | -------------------------------------------------------- | ---------------- | --- |
| 3 de janeiro    | Avatar                                                   | 6 503 268        | Filme com maior número de semanas na liderança em 2010 |
| 10 de janeiro   | Alvin e os Esquilos 2                                    | 5 926 489        | |
| 17 de janeiro   | Avatar                                                   | 4 841 019        | |
| 24 de janeiro   | Avatar                                                   | 4 391 362        | |
| 31 de janeiro   | Avatar                                                   | 3 870 667        | |
| 7 de fevereiro  | Avatar                                                   | 2 700 815        | |
| 14 de fevereiro | Percy Jackson e o Ladrão de Raios                        | 2 461 162        | |
| 21 de fevereiro | Avatar                                                   | 2 277 020        | |
| 28 de fevereiro | Percy Jackson e o Ladrão de Raios                        | 1 737 740        | |
| 7 de março      | Avatar                                                   | 1 691 904        | |
| 14 de março     | Ilha do Medo                                             | 2 008 071        | |
| 21 de março     | O Livro de Eli                                           | 1 942 202        | |
| 28 de março     | Como Treinar o seu Dragão                                | 4 456 129        | |
| 4 de abril      | Chico Xavier                                             | 6 154 017        | Filme nacional |
| 11 de abril     | Chico Xavier                                             | 4 510 506        | Filme nacional |
| 18 de abril     | Chico Xavier                                             | 3 146 228        | Filme nacional |
| 25 de abril     | Alice no País das Maravilhas                             | 10 620 651       | |
| 2 de maio       | Homem de Ferro 2                                         | 8 529 311        | |
| 9 de maio       | Alice no País das Maravilhas                             | 5 804 311        | |
| 16 de maio      | Alice no País das Maravilhas                             | 4 745 330        | |
| 23 de maio      | Fúria de Titãs                                           | 7 462 813        | |
| 30 de maio      | Fúria de Titãs                                           | 5 030 986        | |
| 6 de junho      | Príncipe da Pérsia: As Areias do Tempo                   | 4 084 795        | |
| 13 de junho     | Príncipe da Pérsia: As Areias do Tempo                   | 2 858 391        | |
| 20 de junho     | Toy Story 3                                              | 4 692 136        | |
| 27 de junho     | Toy Story 3                                              | 6 149 734        | |
| 4 de julho      | A Saga Crepúsculo: Eclipse                               | 11 824 498       | |
| 11 de julho     | Shrek para Sempre                                        | 11 261 207       | |
| 18 de julho     | Shrek para Sempre                                        | 10 603 073       | |
| 25 de julho     | Shrek para Sempre                                        | 8 044 733        | |
| 1º de agosto    | Shrek para Sempre                                        | 5 995 478        | |
| 8 de agosto     | Meu Malvado Favorito                                     | 5 220 730        | |
| 15 de agosto    | Meu Malvado Favorito                                     | 4 643 141        | |
| 22 de agosto    | O Último Mestre do Ar                                    | 4 463 523        | |
| 29 de agosto    | Karate Kid                                               | 3 642 374        | |
| 5 de setembro   | Nosso Lar                                                | 5 749 371        | Filme nacional |
| 12 de setembro  | Nosso Lar                                                | 4 580 149        | Filme nacional |
| 19 de setembro  | Resident Evil 4: Recomeço                                | 5 092 093        | |
| 26 de setembro  | Resident Evil 4: Recomeço                                | 3 035 934        | |
| 3 de outubro    | Comer, Rezar, Amar                                       | 3 513 946        | |
| 10 de outubro   | Tropa de Elite 2                                         | 14 033 577       | Filme nacional; maior abertura do ano e maior abertura de um filme nacional desde a Retomada; maior público de um filme brasileiro do ano e da história. Filme mais assistido do ano no Brasil. |
| 17 de outubro   | Tropa de Elite 2                                         | 12 245 246       | Filme nacional; maior abertura do ano e maior abertura de um filme nacional desde a Retomada; maior público de um filme brasileiro do ano e da história. Filme mais assistido do ano no Brasil. |
| 24 de outubro   | Tropa de Elite 2                                         | 9 074 816        | Filme nacional; maior abertura do ano e maior abertura de um filme nacional desde a Retomada; maior público de um filme brasileiro do ano e da história. Filme mais assistido do ano no Brasil. |
| 31 de outubro   | Tropa de Elite 2                                         | 7 547 285        | Filme nacional; maior abertura do ano e maior abertura de um filme nacional desde a Retomada; maior público de um filme brasileiro do ano e da história. Filme mais assistido do ano no Brasil. |
| 7 de novembro   | Tropa de Elite 2                                         | 4 714 704        | Filme nacional; maior abertura do ano e maior abertura de um filme nacional desde a Retomada; maior público de um filme brasileiro do ano e da história. Filme mais assistido do ano no Brasil. |
| 14 de novembro  | Tropa de Elite 2                                         | 3 974 874        | Filme nacional; maior abertura do ano e maior abertura de um filme nacional desde a Retomada; maior público de um filme brasileiro do ano e da história. Filme mais assistido do ano no Brasil. |
| 21 de novembro  | Harry Potter e as Relíquias da Morte - Parte 1           | 12 020 492       | |
| 28 de novembro  | Harry Potter e as Relíquias da Morte - Parte 1           | 5 874 394        | |
| 5 de dezembro   | Megamente                                                | 3 912 189        | |
| 12 de dezembro  | As Crônicas de Nárnia: A Viagem do Peregrino da Alvorada | 4 484 102        | |
| 19 de dezembro  | Tron: O Legado                                           | 3 086 462        | |
| 26 de dezembro  | Tron: O Legado                                           | 1 685 612        | |

## Arrecadação total
| #  | Filme                                                    | Faturamento (em R$) | Público    |
| -- | -------------------------------------------------------- | ------------------- | ---------- |
| 1  | Tropa de Elite 2                                         | 103 461 153         | 11 146 723 |
| 2  | Shrek para Sempre                                        | 70 471 835          | 7 368 374  |
| 3  | A Saga Crepúsculo: Eclipse                               | 52 605 401          | 6 180 071  |
| 4  | Alice no País das Maravilhas                             | 47 934 048          | 4 344 901  |
| 5  | Toy Story 3                                              | 42 387 443          | 4 353 562  |
| 6  | Harry Potter e as Relíquias da Morte — Parte 1           | 39 106 338          | 4 581 718  |
| 7  | Alvin e os Esquilos 2                                    | 38 823 646          | 5 155 461  |
| 8  | Nosso Lar                                                | 36 126 083          | 4 060 304  |
| 9  | Chico Xavier                                             | 30 279 855          | 3 413 231  |
| 10 | Fúria de Titãs                                           | 28 459 279          | 2 502 709  |
| 11 | Homem de Ferro 2                                         | 28 358 980          | 3 227 105  |
| 12 | As Crônicas de Nárnia: A Viagem do Peregrino da Alvorada | 25 411 764          | 2 722 970  |
| 13 | Meu Malvado Favorito                                     | 23 423 043          | 2 425 161  |
| 14 | Sherlock Holmes                                          | 21 996 832          | 2 472 825  |
| 15 | Como Treinar o seu Dragão                                | 21 937 784          | 2 044 487  |
| 16 | Megamente                                                | 18 192 334          | 1 961 790  |
| 17 | Príncipe da Pérsia: As Areias do Tempo                   | 17 735 404          | 1 989 228  |
| 18 | Karate Kid                                               | 17 682 265          | 2 104 863  |
| 19 | Comer, Rezar, Amar                                       | 17 622 397          | 1 852 602  |
| 20 | A Origem                                                 | 17 467 522          | 1 780 406  |